# Mirosław Waligóra
Mirosław Andrzej Waligóra (Cracovia, 4 febbraio 1970) è un ex calciatore polacco, di ruolo attaccante.

## Carriera
Con la Nazionale olimpica polacca ha vinto la medaglia d'argento ai Giochi olimpici 1992.

## Palmares

### Nazionale
- Argento olimpico: 1

Barcellona 1992

### Individuale
- Capocannoniere del campionato polacco: 1

1991-1992 (20 gol)